# رید هدلی
رید هَـدلی (انگلیسی: Reed Hadley؛ ۲۵ ژوئن ۱۹۱۱ – ۱۱ دسامبر ۱۹۷۴) بازیگر اهل ایالات متحده آمریکا بود.

## گزیده فیلمشناسی
از فیلم‌ها یا برنامه‌های تلویزیونی که وی در آن نقش داشته است می‌توان به آثار زیر اشاره کرد.
- مادر مجرد (۱۹۳۹) (در عنوان بندی نیامده)
- این زن را به چنگ می‌آورم (۱۹۴۰)
- ماجراهای کاپیتان مارول (۱۹۴۱)
- نگاه کن چه کسی می‌خندد (۱۹۴۱) (در عنوان بندی نیامده)
- حالا، مسافر (۱۹۴۲) (در عنوان بندی نیامده)
- سرزمین شادی (۱۹۴۳)(در عنوان بندی نیامده)
- بوفالو بیل (۱۹۴۴) - راوی (در عنوان بندی نیامده)
- دختر پین‌آپ (۱۹۴۴) (صدا، در عنوان بندی نیامده)
- خانه در ایندیانا (۱۹۴۴) - راوی (در عنوان بندی نیامده)
- ویلسون (۱۹۴۴) (در عنوان بندی نیامده)
- به خدا واگذارش کن (۱۹۴۵)
- شوک (۱۹۴۶)
- لبه تیغ (۱۹۴۶) (صدا، در عنوان بندی نیامده)
- بومرنگ[۳] (۱۹۴۷) (صدا، در عنوان بندی نیامده)
- مأموران خزانه‌داری (۱۹۴۷) راوی (در عنوان بندی نیامده)
- پرده آهنین (۱۹۴۸) راوی (در عنوان بندی نیامده)
- کانن سیتی (۱۹۴۸) راوی (صدا)
- دالاس (۱۹۵۰)
- آبی وحشی دوردست (۱۹۵۱) (در عنوان بندی نیامده)
- پسر علی بابا (۱۹۵۲) (در عنوان بندی نیامده)
- خانه بزرگ آمریکایی (۱۹۵۵)
- کشتار روز ولنتاین (۱۹۶۷)
- مردان بحران: سرگذشت هاروی والینجر